# Wagenhals Motor Company
Die Wagenhals Motor Company war ein US-amerikanischer Automobil- und Nutzfahrzeughersteller.

## W. G. Wagenhals
Wagenhals war von Beruf Eisenbahningenieur. Für die New York Central entwarf er ein Dreischienen-System. Er erfand auch den ersten wirklich funktionierenden elektrischen Scheinwerfer für Automobile; diese wurden zu dieser Zeit meist mit Karbidscheinwerfern und ebenfalls mit Calciumcarbid – oder häufiger – Lampenöl betriebenen Laternen und Positionslampen ausgestattet.

## Wagenhals Manufacturing Company
Seinen 14 HP-Motorwagen entwarf Wagenhals vorwiegend als Kleintransporter. Das sehr eigenständig konzipierte Fahrzeug war auch als zweisitziges Runabout und Taxi erhältlich. Zu dessen Herstellung gründete Wagenhals im Sommer 1910 in St. Louis (Missouri) die Wagenhals Manufacturing Company. Nur wenige Fahrzeuge wurden aber hier gebaut. Die beiden ersten wurden von einer Schneiderei und einem Blumengeschäft in Detroit erworben.

## Wagenhals Motor Company
Bereits Ende 1910 zog Wagenhals mit seinem Betrieb nach Detroit um, wo an der 668 Grand River Avenue Produktionsstätten bezogen wurden. 1911 erfolgte die Umbenennung in Wagenhals Motor Company. Trotz günstiger Preise von je US$ 690 sowohl für offene wie geschlossene Versionen kam keine namhafte Produktion zustande:
- 1911: 20 Exemplare[1][3]
- 1912: 40 Exemplare[1][3]
- 1913: 50[3] bis 80[1] Exemplare
- Für 1914 und 1915 liegen keine Produktionszahlen vor.

## Technik
Das Dreirad erschien mit einem Zweizylindermotor unbekannter Herkunft, Planetengetriebe und Kettenantrieb auf das einzelne Hinterrad. Der Motor des 14 HP Runabout war sehr weit vorn im Fahrgestell und quer angeordnet, zwischen den Rädern und teilweise vor der Vorderachse. Die Karosserie ruhte auf einem an Blattfedern aufgehängten Hilfsrahmen, die Achsen selber scheinen ungefedert gewesen zu sein.
Das Erscheinungsbild der Nutzfahrzeugversion wurde von der unüblichen Sitzposition des Fahrers geprägt. Sie befand sich zuhinterst im Heck, seitlich vom notdürftig verschalten Hinterrad. Die Ladefläche erstreckte sich vor dem Fahrer bis zur Fahrzeugfront. Es ist anzunehmen, dass bei dieser Variante der Motor direkt vor dem Fahrer untergebracht war. Dieses neuartige Nutzfahrzeugkonzept war nicht Wagenhals' Idee und konnte sich für größere LKW auch nicht durchsetzen. Anwendungen finden sich hingegen an Leichtfahrzeugen, oft auf der Basis von Cyclecars, bis in die 1930er Jahre; außerdem hielten sie sich in der Nische von Transportgeräten im Werkverkehr und an manchen Baumaschinen bis heute.
Das Fahrgestell wurde 1912 überarbeitet und auf Underslung-Bauart umgestellt. Tatsächlich kann es sich infolge der eigenwilligen Konstruktion jedoch nicht um eine typische Underslung-Auslegung gehandelt haben, weil die Federn nicht die Achsen, sondern den Hilfsrahmen stützten. Geändert wurde nur, dass die Achsen nun nicht mehr unter dem Chassis geführt wurden, sondern zwischen diesem und dem Hilfsrahmen. Dadurch ergab sich ein tieferer Schwerpunkt und damit mehr Fahrstabilität. Diese Konstruktionsweise scheint danach auch für andere Modelle beibehalten worden zu sein.
1914 wurden 25 Fahrzeuge mit einer Nutzlast von 500 lb (227 kg) an das US Post Office ausgeliefert. Die Pritsche war mit einer Abdeckung über dem Ladegut ausgestattet. Die Post verwendete sie in einigen Städten östlich des Mississippi River. Dieser Kontakt entstand möglicherweise durch den Detroiter Paketdienst, der 1913 fünf Wagenhals-Fahrzeuge in Betrieb genommen hatte.

## Neue Modelle

### Zunächst weiterhin mit Benzinmotoren
Eine Ausweitung des Programms erfolgte, je nach Quelle, 1914 oder 1915 mit der Einführung eines Vierzylindermodells mit 24 HP. Ein Vergleich zeitgenössischer Abbildungen legt nahe, dass dieses Modell deutlich größer war als der 14 HP.
Aus den vorhandenen Informationen geht nicht hervor, wie lange der kleinere 14 HP produziert wurde. In einem neueren Werk über US-amerikanische Personenwagen von 1906–1915 wird der 14 HP Runabout als einziges Modell gelistet; demnach war er in den Modelljahren 1910–1913 erhältlich. Das schließt nicht aus, dass die Nutzfahrzeugversionen länger im Programm blieben; diese machte ohnehin den Löwenanteil der Wagenhals-Produktion aus.

### Ein Electric zum Schluss
1914 wurde eine kleinere Version mit immerhin 800 lb (363 kg) Zuladung als "erster praktischer Lieferwagen mit Elektroantrieb" für nur US$ 575 – "komplett ausgestattet" – angeboten. Dieser Preis ließ sich offenbar nicht lange halten, mehrere Quellen nennen einen Listenpreis von US$ 790 im Jahr 1915. An diesem Fahrzeug war nicht nur der Fahrersitz im Heck untergebracht, sondern auch die Antriebsmechanik. Eine Illustration zeigt ein Abteil vor dem Fahrer, in dem sich wohl die Batterien befanden. Es gab auch eine Version mit Benzinmotor zu nur US$ 350.
Wie zu allen Wagenhals-Fahrzeugen liegen nur wenige technische Details vor.

## Das Ende
Das Unternehmen verhandelte 1915 mit der US-Post über die Lieferung von 1000 Paket-LKW, doch ein Abschluss kam nicht zustande. Im August musste Wagenhals Insolvenz anmelden. Die offenen Forderungen betrugen US$ 13.673. Die genauen Gründe sind nicht bekannt, doch dürften die Fahrzeuge kaum kostendeckend herzustellen gewesen sein und es gab zu jener Zeit einen enormen Konkurrenzdruck. Zwar hatte der Boom auf die vergleichsweise primitiven, aber sehr günstigen und vielseitigen Highwheeler seinen Höhepunkt bereits früher überschritten. Im leichten Nutzfahrzeugbereich hielten sie sich aber etwas länger, weil dieses Marktsegment durch die nun aufkommenden Cyclecars nur sehr unzureichend abgedeckt wurde. Cyclecars waren Sport- und Freizeitgeräte mit einem gewissen praktischen Nutzen. Für Wagenhals mit seinen eher massiven Automobilen waren aber nicht diese beiden Fahrzeugkategorien eine Herausforderung, sondern das Ford Modell T mit 28 PS (20,88 kW) Vierzylindermotor. Von diesem kam Ende 1911 eine Variante Delivery Car (Kastenwagen) zu US$ 700 auf den Markt. Spezialbetriebe, die Fahrgestelle preiswert als leichte Nutzfahrzeuge mit Nutzlasten von 250 bis 500 kg karossieren konnten oder PKW auf Pritschenwagen (Pick-ups) umrüsteten, gab es bereits vorher. Ford reduzierte außerdem laufend seine Preise. Für den Lieferwagen wurden 1913 noch US$ 625 verlangt; ein Runabout kostete noch US$ 525 und ein fünfsitziger Touring US$ 600. Ein Metz Model 22 Special Runabout mit 20 PS-Vierzylindermotor (14,91 kW) war schon ab US$ 395 erhältlich.